# Ouriço checo

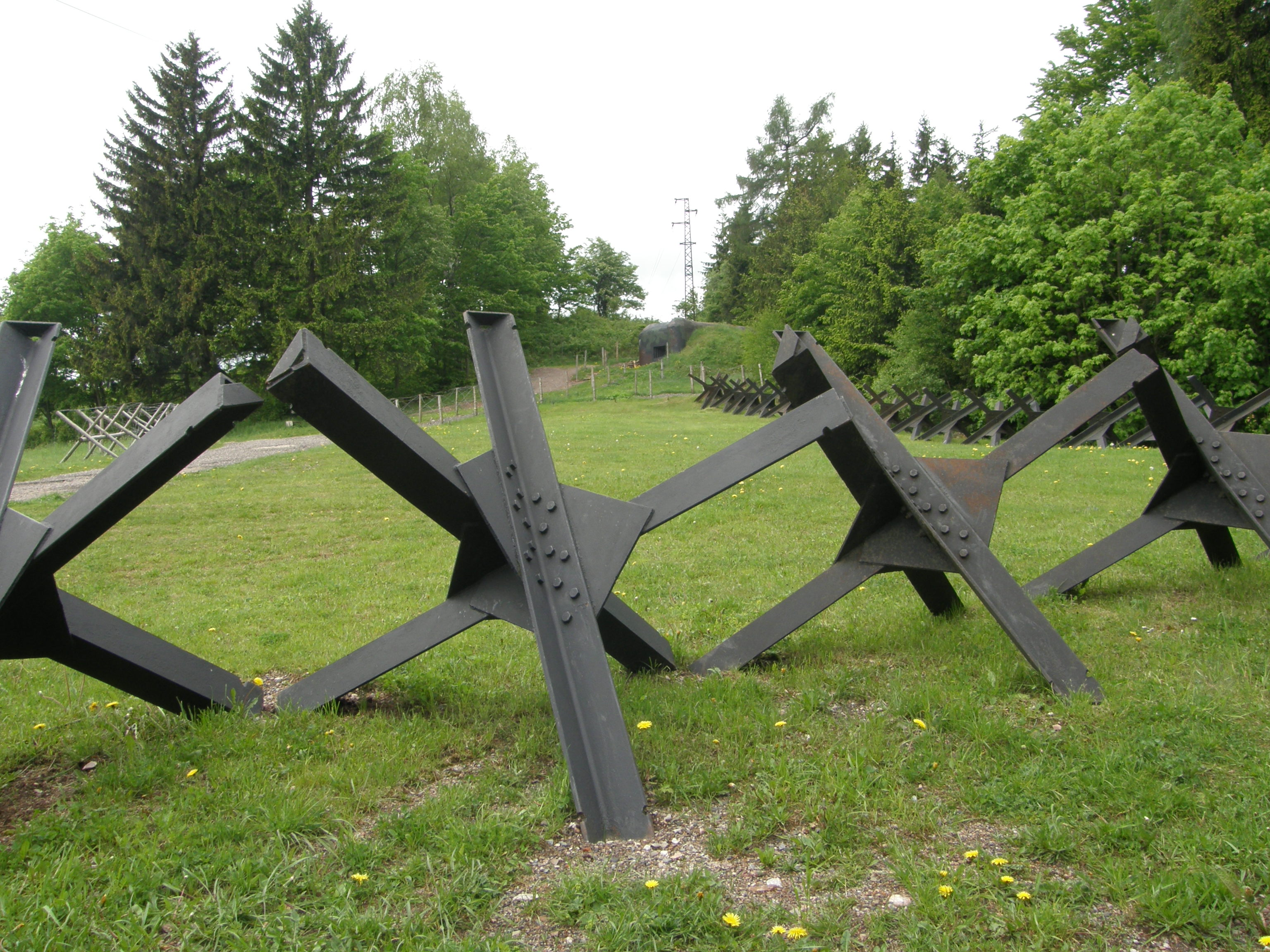
Ouriços checos na antiga fronteira entre a Checoslováquia e a Alemanha.

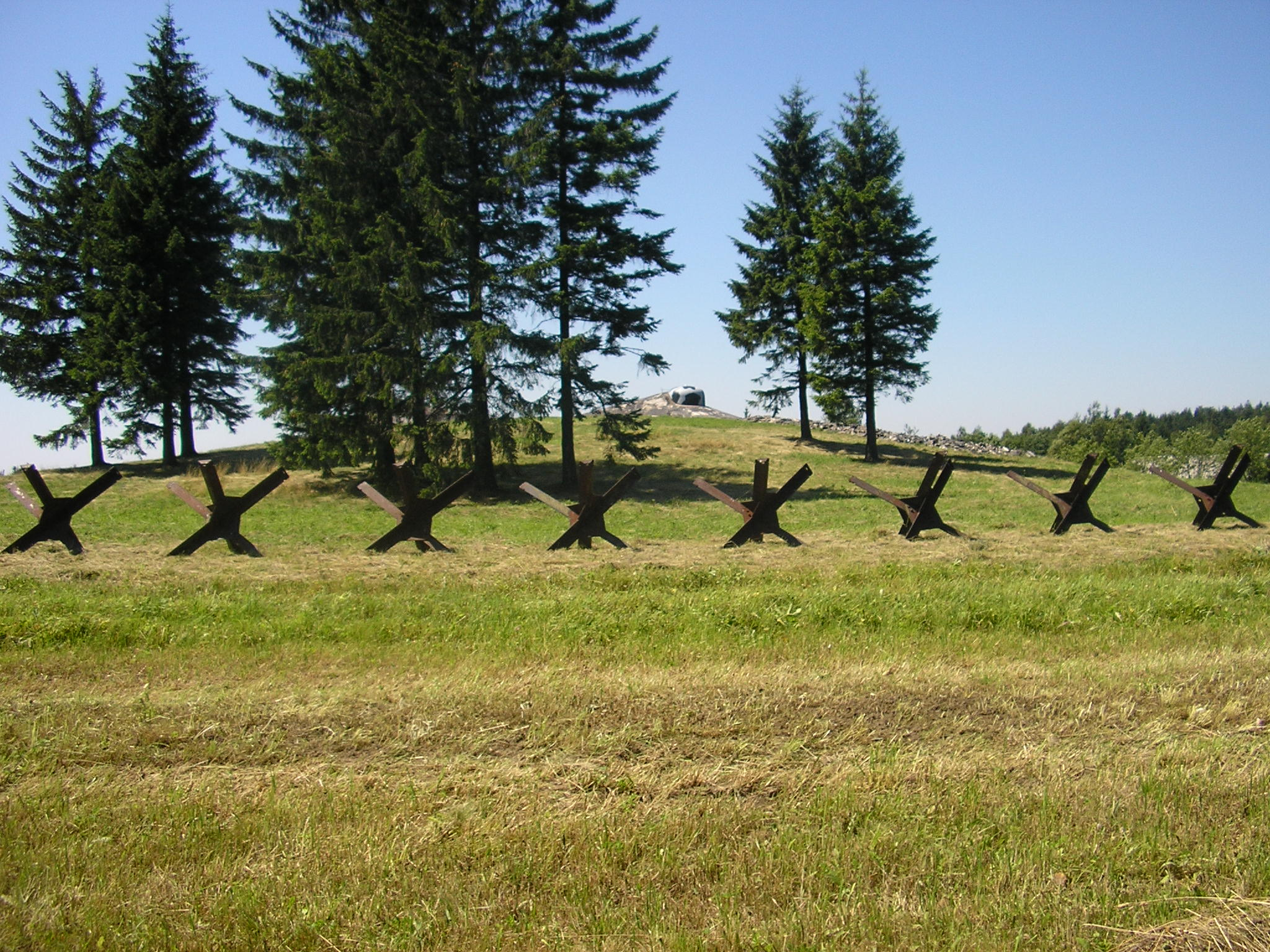
Obstáculo de ouriços checos na Polónia.

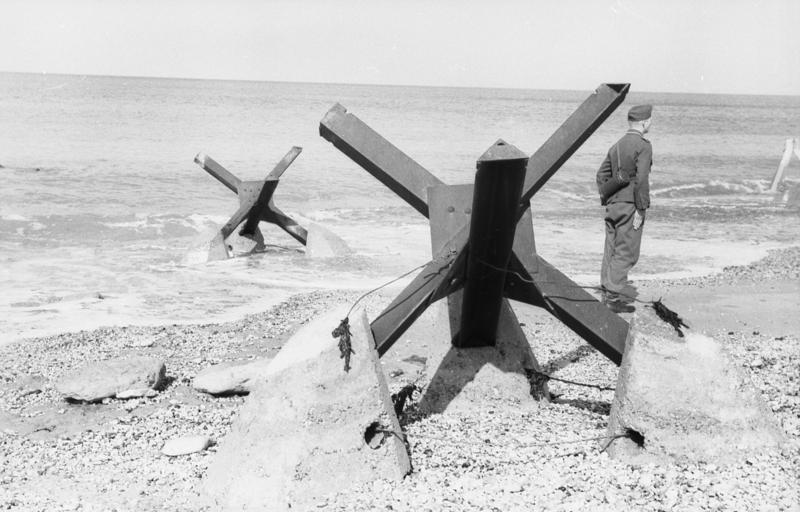
Ouriços checos na Muralha do Atlântico.

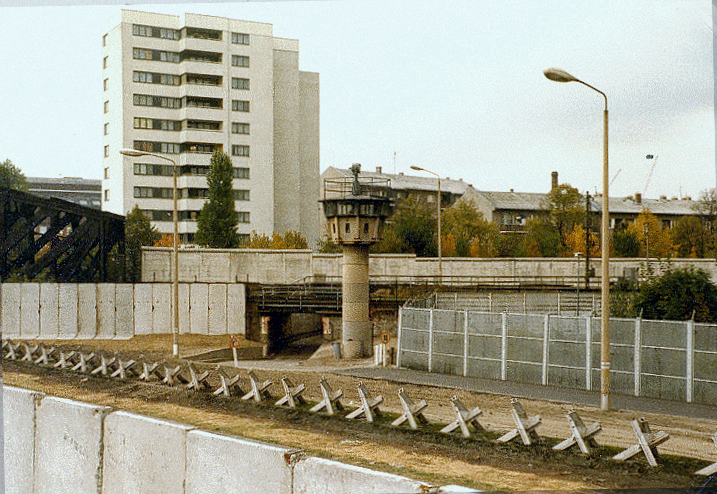
Barreira de ouriços checos integrados no Muro de Berlim, durante a década de 1980.

Um ouriço checo ou ouriço tcheco é um tipo de obstáculo anticarro, utilizado em fortificações modernas, desenvolvido pouco antes da Segunda Guerra Mundial e nela empregado por vários contendores. Consiste em três perfis de aço - com secções em forma de L ou de H - cruzados e unidos entre si. A sua designação deve-se ao seu formato, cujos espigões lembram os picos de um ouriço e ao seu país de origem.
O ouriço checo é um obstáculo muito eficiente para impedir a passagem de carros de combate. Mantém as suas capacidades, mesmo quando derrubado por explosões vizinhas.
O ouriço checo também constitui um obstáculo - ainda que limitado - contra a infantaria.

## História
Os ouriços checos foram originalmente usados pelos Checoslovacos nas suas fortificações de defesa da fronteira com a Alemanha, antes da Segunda Guerra Mundial. Estas fortificações - nunca completadas - consistiam num sistema defensivo maciço que caiu sem luta perante as alemães em 1938, como consequência dos Acordos de Munique que levaram à ocupação dos Sudetas.
Durante a Segunda Guerra Mundial, os ouriços checos foram largamente usados pela União Soviética nas suas defesas anticarro. Foram produzidos a partir de peças de metal robusto - incluindo carris de caminhos de ferro - e até de madeira. Os ouriços checos foram especialmente eficientes em combate urbano, no qual, um único ouriço poderia bloquear uma rua inteira. Os ouriços checos tornaram-se, por isso, num símbolo da "defesa a todo o custo" da União Soviética. Assim, o monumento em memória aos defensores de Moscovo, construído ao lado da estrada russa M-10 em 1966, consiste em três ouriços checos gigantes.
Contudo, os ouriços checos provaram ser menos eficientes em certos tipos de combate. Por um lado, muitas vezes tinham um tamanho superior ao que seria ideal e, por outro lado, apesar de serem uteis em combate urbano, nesse tipo de combate existia pouco uso de carros de combate.
Os ouriços checos foram também largamente empregados pelos alemães na Muralha do Atlântico.
Durante a Guerra Fria, os ouriços checos foram utilizados pela República Democrática Alemã no Muro de Berlim.

## Caraterísticas técnicas

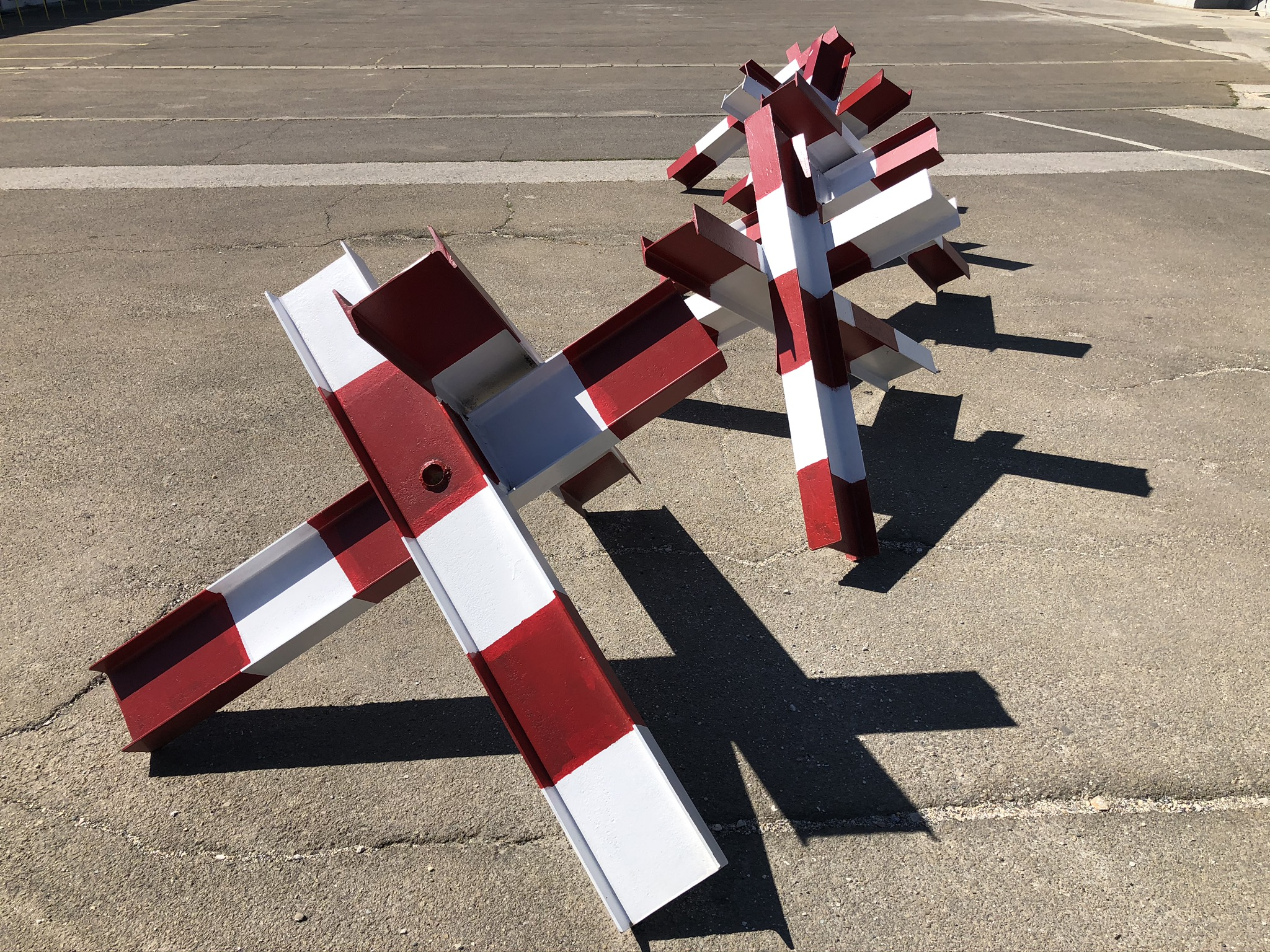
Ouriço checo moderno na base da MSU no Kosovo

Tecnicamente, um ouriço checo pode ser construído em qualquer material que tenha resistência suficiente para resitir a uma pressão de 60 toneladas-força (600 kN), mantendo uma altura de 1,4 metros. Esses padrões são, porém, difíceis de atingir por ouriços de construção improvisada, que dispôem de uma eficiência menor.
Os ouriços checos fabricados industrialmente eram feitos de três perfis em L de metal - cada qual com 1,8 m de comprimento e 198 kg de peso, soldados ou unidos por placas metálicas rebitadas - que formavam uma espécie de cruz com seis braços. Mais tarde, foram usados perfis maiores, com 2,1 m de comprimento e 240 kg de peso. Dois dos perfis do ouriço eram unidos logo na fábrica, enquanto que o terceiro era apenas unido no local da montagem. Eram equipados com bases quadradas - que os impediam de afundar no solo - e com entalhes, usados para lhes prender arame farpado.